# Old Somerby
Pour les articles homonymes, voir Somerby.
Old Somerby est une paroisse civile et un village du Lincolnshire, en Angleterre.